# Souleymane Youla
Souleymane Youla   (Conakry, 29 de novembre de 1981) és un exfutbolista guineà de la dècada de 2000. Ha adoptat la nacionalitat turca amb el nom Süleyman Yula.
Fou internacional amb la selecció de futbol de Guinea.
Pel que fa a clubs, destacà a Gençlerbirliği SK i Beşiktaş JK.